# Christós (Lassíthi)
Pour les articles homonymes, voir Christos.
Christós, en grec moderne : Χριστός, est un village du dème d'Ierápetra, dans le district régional de Lassíthi, de la Crète, en Grèce. Selon le recensement de 2011, la population de Christós compte 64 habitants.
Le village est situé à une altitude de 520 m, sur les pentes sud-est du mont Dicté et à une distance de 28,4 km d'Ierápetra.

## Histoire
Le village est mentionné par Francesco Barozzi, en 1577, sous le nom de Simi Christò faisant partie de la province de Belvedere-Rizzo. En 1583, il est mentionné avec le même nom dans le recensement de Pietro Castrofilaca, où il est mentionné avec 121 habitants. Il y est également indiqué que le monastère du Christ (Monasterio di Christo) est situé dans la province du Belvédère, mais son emplacement est inconnu. Dans le recensement turc de 1671, il est appelé Hristu, dans le recensement égyptien de 1834 sous le nom Christos avec 38 chrétiens et 1 famille turque et dans le recensement de 1881 comme Christos avec 381 habitants, tous chrétiens, faisant partie de la municipalité de Mourniá, dans la province de Viánnos.

## Recensements de la population
| Recensements | 1900 | 1920 | 1928 | 1940 | 1951 | 1961 | 1971 | 1981 | 1991 | 2001 | 2011 |
| ------------ | ---- | ---- | ---- | ---- | ---- | ---- | ---- | ---- | ---- | ---- | ---- |
| Population   | 445  | 515  | 544  | 683  | 691  | 549  | 368  | 138  | /    | 110  | 64   |